# Gouden Greep
De Gouden Greep is een persprijs van de Nederlandse Vereniging voor Land- en Tuinbouwjournalistiek (NVLJ). De Gouden Greep wordt sinds 1998 jaarlijks uitgereikt voor de beste journalistieke productie van dat jaar. De jaarprijs is bedoeld ter bevordering van de kwaliteit van de land- en tuinbouwjournalistiek. De prijs bestaat uit een gouden greep, een bedrag van 1.000 euro en een certificaat. Ook de Zilveren en Bronzen Grepen worden uitgereikt op de jaarvergadering van de NVLJ. De Zilveren Greep is bestemd voor de een na beste journalistieke productie en de Bronzen Greep voor de meest veelbelovende jonge journalist.
Uit alle inzendingen kiest het bestuur de Alfred van Dijkprijs, als inzending voor de Star Prize van de Internationale vereniging van agrarische journalisten (IFAJ). De IFAJ hanteert voor de Star Prize andere criteria dan die voor de Gouden Greep. De Alfred van Dijkprijs is genoemd naar landbouwjournalist Alfred van Dijk. Van Dijk werd in 1974 onderscheiden met de Glaxo Wetenschapsprijs, in 1978 ontving hij de Persprijs van het Wagenings Landbouwhogeschoolfonds. 
Sinds 2023 kunnen voor zeven rubrieken journalistieke bijdragen worden ingestuurd: Bedrijfsreportage, Nieuws en Onderzoek, Interview en portret, Fotografie, Multimediale productie, Podcast en Pionieren.

## Winnaars Gouden Greep
- 2022 - redactie Nieuwe Oogst, Gevolgen voor klimaatverandering
- 2021 - Redactie Nieuwe Oogst
- 2020 - Tijmen van Zessen, Vegan versus Vee
- 2019 - Redactie weekblad Boerderij - verslag van de landelijke boerenactiedag
- 2018 - Caroline van der Plas - Pig Business
- 2017 - Hidde Boersma - artikel voor de Volkskrant
- 2016 - Martijn ter Horst - Boerderij
- 2015 - Guusje Rotgers - V-Focus
- 2014 - Esther de Snoo en Wim Esselink - Boerderij
- 2013 - Tijmen van Zessen - Groeien in rendement in: Veeteelt
- 2012 - Geertjan Lassche - documentaire voor de EO
- 2011 - Judith Pennarts en Jane van Laar - NOVA
- 2010 - Marianne Vogelaar - Agrarisch Dagblad
- 2009 - Guus ten Hove - Boerderij
- 2008 - Clarisse van der Woude - Carrière+
- 2007 - Jaap van der Knaap - Veeteelt
- 2006 - Robert Bodde - Boerderij
- 2005 - Margriet Paarlberg - Oogst
- 2004 - Redactie Groenten en Fruit
- 2003 - Aart van Cooten - Agrarisch Dagblad
- 2002 - geen prijs
- 2001 - Ellis Langen/Jacomien Voorhorst/Tielman - Oogst
- 2000 - Redactie Agrarisch Dagblad - Agrarisch Dagblad
- 1999 - Eric de Lijster/Edwin Timmer - Oogst
- 1998 - Wichert Koopman - Veeteelt